# 鍾佳蓁
鍾佳蓁，台灣女演員。最初以歌手身分闖蕩演藝圈，之後成為蔡頭的旗下藝人，在秀場風光一時，被視為「瓜子臉豔星」，秀場沒落轉戰戲劇，至《風水世家》中的「頭髮骨折」畫面再次翻紅。

## 電視劇
| 年份   | 頻道       | 劇名                                | 角色     | 備註 |
| 1991年 | 華視       | 《忠義八犬傳》                      | 七巧仙子 |      |
| 1994年 | 公視       | 《雨來了》                          | 老闆娘   |      |
| 1994年 | 華視       | 《七俠五義》雙姝怨                  | 好娘     |      |
| 1995年 | 華視       | 《男子漢大豆腐》                    |          |      |
| 1995年 | 華視       | 《驚世媳婦》                        | 阿桃     |      |
| 1995年 | 華視       | 《我愛我妻我愛子》                  | 阿巧     |      |
| 1996年 | 華視       | 《再愛我一次》                      | 阿嬌姐   |      |
| 1996年 | 華視       | 《紅樓夢》                          | 金釧     |      |
| 1997年 | 華視       | 《我的阿爸我的子》                  | 春枝     |      |
| 1997年 | 民視       | 《菅芒花的春天》                    | 阿寬     |      |
| 1998年 | 民視       | 《舉頭三尺有神明》心魔              |          |      |
| 1998年 | 民視       | 《台灣作家劇場》第3集：春成的賠命錢 | 金花     |      |
| 1998年 | 民視       | 《台灣作家劇場》第16集：天馬茶房    | 珠珠     |      |
| 1998年 | 華視       | 《施公奇案》母親阿霞                | 華嫂     |      |
| 1998年 | 華視       | 《施公奇案》又見龍兒                | 老鴇     |      |
| 1999年 | 公視       | 人生劇展《台灣玉》                  | 吳小姐   |      |
| 1999年 | 華視       | 《土地公傳奇》為善最樂              | 葉明珠   |      |
| 2001年 | 民視       | 《親戚不計較》                      | 賴枝花   |      |
| 2003年 | 公視       | 《家》                              | 鼓吹嫂   |      |
| 2003年 | 台視       | 楊麗花歌仔戲《君臣情深》            | 辛母     |      |
| 2003年 | 台視       | 《再见阿郎》                        | 阿香     |      |
| 2004年 | 東森戲劇台 | 《婆媳過招千百回》                  | 洪九妹   |      |
| 2005年 | 華視       | 《舊情綿綿》                        | 銀花     |      |
| 2007年 | 公視       | 《出外人生》                        | 廖賢慧   |      |
| 2011年 | 民視       | 《父與子》                          | 陳秀霞   |      |
| 2012年 | 民視       | 《風水世家》                        | 林麗珠   |      |
| 2015年 | 民視       | 《嫁妝》                            | 王美霞   |      |
| 2016年 | 民視       | 《春花望露》                        | 陳劉翠香 |      |
| 2017年 | 公視       | 《阿嬤，搖哩搖哩》                  | 美華     |      |
| 2017年 | 民視       | 《幸福來了》                        | 彭愛妃   |      |
| 2020年 | 民視       | 《多情城市》                        | 林玉滿   |      |
| 2022年 | 三立台灣台 | 《一家團圓》                        | 林秀慧   |      |

## 電影
| 年份 | 片名           | 角色 | 導演   | 備註 |
| 1986 | 《新潮女學生》 |      | 林德宗 |      |
| 1999 | 《天馬茶房》   |      | 林正盛 |      |

### 微電影
| 首播 | 劇名                  | 角色                         |
| 2015 | 司法院微電影:裁量之間 | 2號觀審員 布料市場裁縫阿美姊 |